# Kroksjön (Gideå socken, Ångermanland)
Kroksjön är en sjö i Örnsköldsviks kommun i Ångermanland och ingår i Husåns huvudavrinningsområde. Sjön är 24,4 meter djup, har en yta på 0,527 kvadratkilometer och är belägen 207,7 meter över havet. Sjön avvattnas av vattendraget Hattsjöbäcken.

## Delavrinningsområde
Kroksjön ingår i det delavrinningsområde (705499-165551) som SMHI kallar för Ovan Röjdtjärnsbäcken. Medelhöjden är 238 meter över havet och ytan är 7,32 kvadratkilometer. Det finns inga avrinningsområden uppströms utan avrinningsområdet är högsta punkten. Hattsjöbäcken som avvattnar avrinningsområdet har biflödesordning 3, vilket innebär att vattnet flödar genom totalt 3 vattendrag innan det når havet efter 42 kilometer. Avrinningsområdet består mestadels av skog (79 procent). Avrinningsområdet har 0,58 kvadratkilometer vattenytor vilket ger det en sjöprocent på 7,9 procent.